# Aloe cooperi
Aloe cooperi es una especie del género Aloe cuyo hábitat natural son zonas de  Sudáfrica especialmente en Natal y Suazilandia donde crece en las praderas.

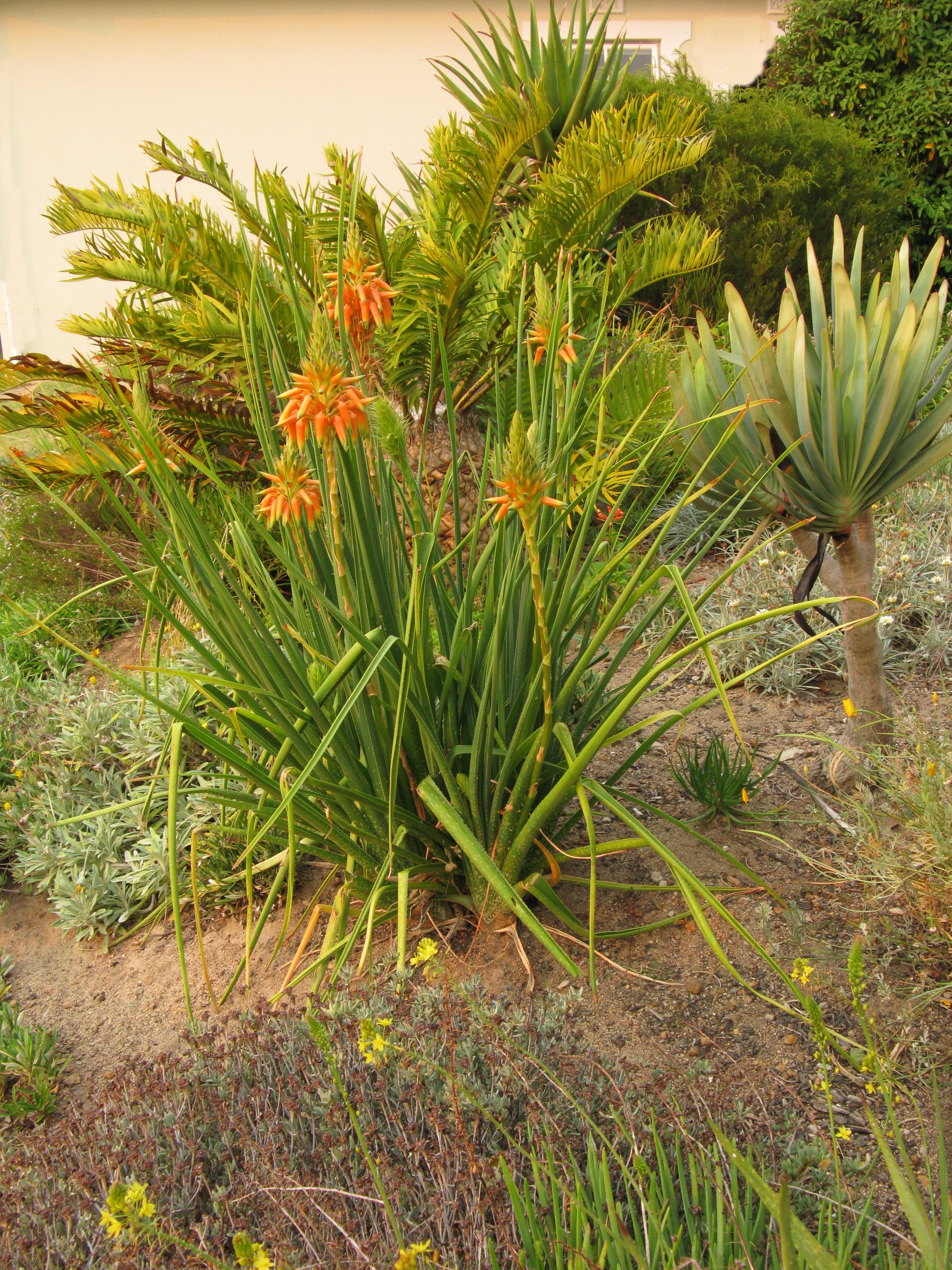
Vista de la planta en flor

## Características
Es una planta suculenta pequeña sin tallo o pequeño de 15 cm de altura que crece solitaria o en pequeños grupos. Las hojas como todos los áloes, agrupadas en rosetas, tienen el tacto ceroso, son de color verde amarillentas, largas y estrechas, sin puntos en la parte superior, aunque en la parte inferior tiene a veces puntos blancos. Tiene una simple inflorescencia de flores de color verde crema a rosa salmón.

## Cultivo
Aloe cooperi es de fácil cultivo y en zonas húmedas permanece perenne, por este motivo se cultiva como planta ornamental para jardines que no necesiten agua en invierno.

## Taxonomía
Aloe cooperi fue descrita por John Gilbert Baker y publicado en The Gardeners' Chronicle, new series, t.628, en el año 1874.
Etimología
Ver: Aloe
cooperi: epíteto otorgado en honor de recolector de plantas Thomas Cooper (1815-1913), quien trabajó para William Wilson Saunders (1809-1879) en Sudáfrica.
Variedades aceptadas
- Aloe cooperi subsp. cooperi

Sinonimia
- Aloe schmidtiana Regel
- Aloe cooperi subsp. cooperi
- Aloe cooperi subsp. pulchra Glen & D.S.Hardy[5][2]